# Tofino
Tofino is een plaats in de Canadese provincie Brits-Columbia, gelegen aan de westkust van Vancouvereiland aan de Grote Oceaan. Het district Tofino had 1876 inwoners in 2011. Tofino is een toeristische bestemming met 's zomers vele malen meer inwoners dan 's winters. Het trekt voornamelijk surfers en natuurliefhebbers aan. Het is gelegen aan de rand van het natuurgebied Pacific Rim National Park Reserve.